# Fowey
Fowey (korn. Fowydh) – miasto w Wielkiej Brytanii, w Anglii, w hrabstwie Kornwalia przy ujściu rzeki Fowey do kanału La Manche Niewielki port i przystań. Miasto znajduje się na terenie parku krajobrazowego. 
W przeszłości centrum wypalania porcelany i wyrobów glinianych. Obecnie modna przystań jachtów i regionalny ośrodek turystyki wodnej. 

## Turystyka
W Fowey zaczyna się (lub kończy) szlak turystyczny Saints' Way o długości ok. 40 km do Padstow, przecinający Półwysep Kornwalijski.